# 排跨基女
，英文稱爲TERF（/ˈtɜːrf/），英文首字母縮略字，全称，即「排斥跨性別的激進女性主義者」。

## 背景
TERF最早出現于2008年，最初是指排斥跨性別者的一类女性主義者。這类人認為跨性別女性並非女性，他們並不能真正地改變生理性別、也無法真正體驗到女性的一些生理狀況（諸如月經、妊娠等）。TERF也強調跨性別者不能、也不應該參與女性權利的運動，所以她們主張将其排斥在妇女之外，并且反对立法保护跨性别者的权利。後來TERF含義扩大到所有反對和排斥跨性别者的人。不過有些被称为“TERF”的人通常拒绝接受这个稱呼並认为隨意稱呼別人TERF是在侮辱人。
英國一項民調顯示，雖然排跨基女認為自己代表沉默的多數，但事實上過半數的女性對跨性別女性採取寬容接納的態度，排跨基女僅能代表少數女性的意見。
2025年4月16日，英国最高法院一致裁定《2010年平等法》中所称“男性”、“女性”及“性别”等词汇均指生理性别，而非社会性别或性别认同。